# Snežana Pajkić
Snežana Pajkić (Yugoslavia, 23 de abril de 1970) es una atleta yugoslava retirada especializada en la prueba de 1500 m, en la que ha conseguido ser campeona europea en 1990.

## Carrera deportiva
En el Campeonato Europeo de Atletismo de 1990 ganó la medalla de oro en los 1500 metros, llegando a meta a 4:08.12 segundos, por delante de la alemana Ellen Kiessling y la suiza Sandra Gasser (bronce con 4:08.89 s).